# SN 2005ic
SN 2005ic – supernowa typu Ia odkryta 12 października 2005 roku w galaktyce A215108-0050. W momencie odkrycia miała maksymalną jasność 22,00m.